# Boa Vista da Aparecida
Boa Vista da Aparecida è un comune del Brasile nello Stato del Paraná, parte della mesoregione dell'Oeste Paranaense e della microregione di Cascavel.